# 悉尼作家之路

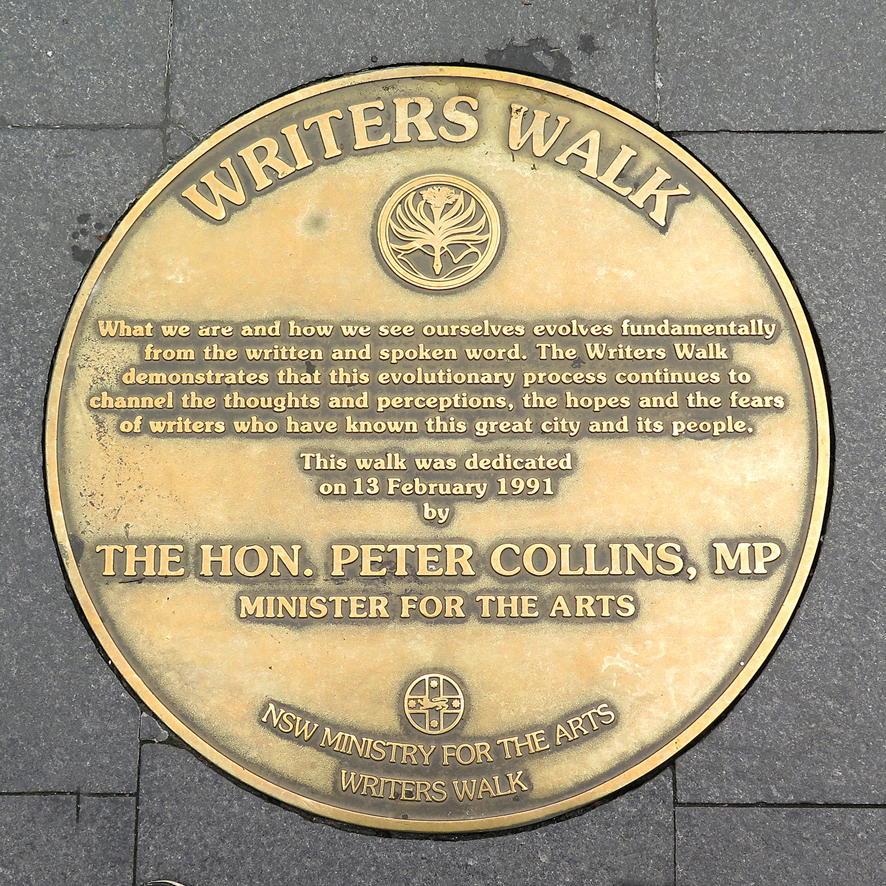

悉尼作家之路（Sydney Writers Walk）包括60个系列圆形金属牌，嵌入从西环形码头海外客运航站楼（Overseas Passenger Terminal）到东环形码头 悉尼歌剧院前的人行道上。
这些牌匾是为了纪念和庆祝澳大利亚著名作家以及曾居住或访问过澳大利亚的著名海外作家的生活和作品，如大卫·赫伯特·劳伦斯、约瑟夫·康拉德和马克·吐温。 每一块牌匾上都印有作者重要作品的引文和一些传记信息， 以及作者的作品摘录。

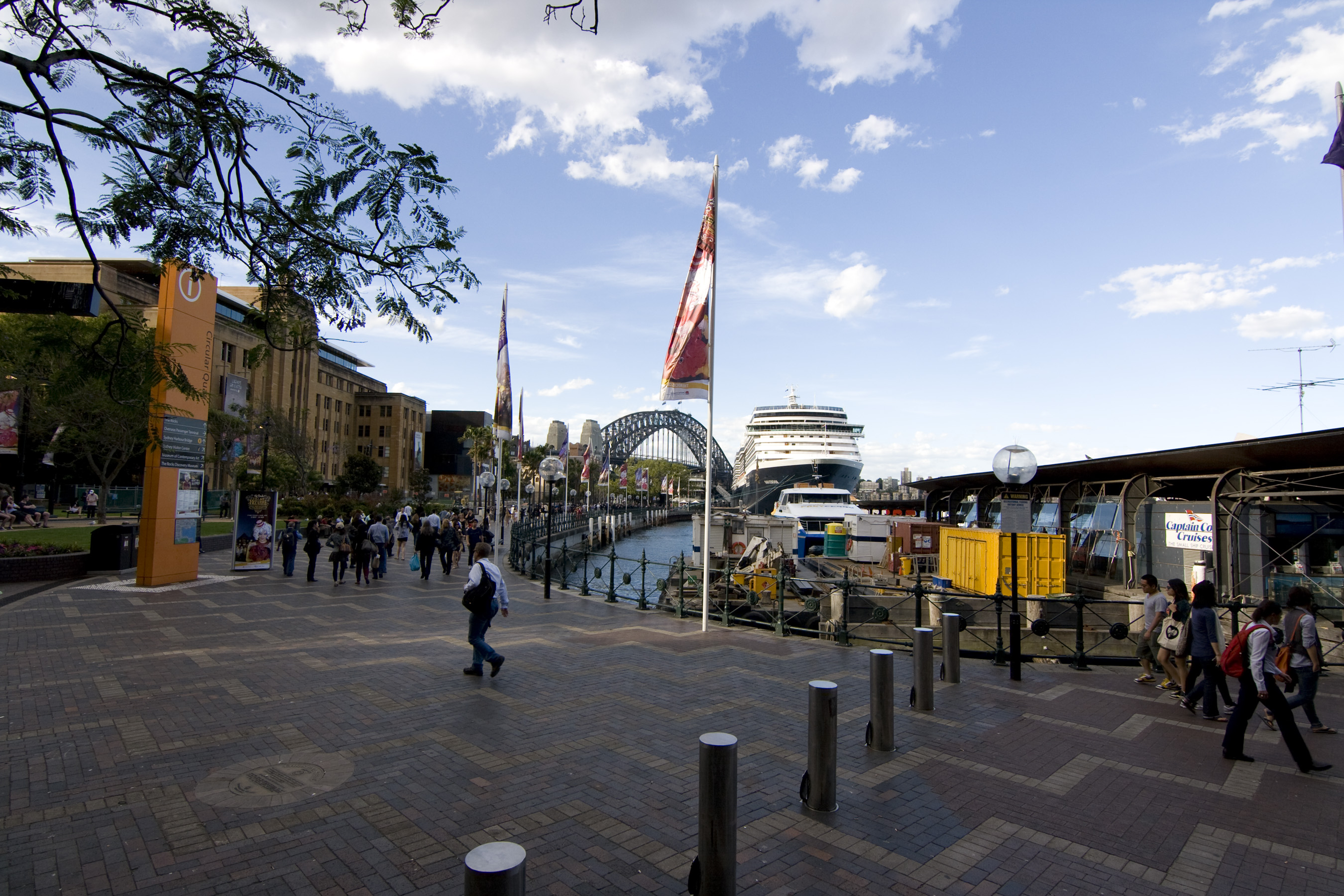
西环形码头，克里斯蒂娜·斯特德牌匾，当代艺术博物馆（左），悉尼海港大桥（背景）

作家之路由新南威尔士州艺术部创建于1991年，2011年又增加了11块牌匾。 然而，正如一位记者指出的那样，这些牌匾并没有更新。 例如，Thea Astley的牌匾给出了她出生的年份（1925年），但没有提到她在2004年去世，又如烏哲魯·露娜可于1993年去世；朱迪思·赖特（Judith Wright）于2000年去世；A. D. Hope于2000年去世；多萝西·休伊特（Dorothy Hewett）于2002年去世；露丝·帕克（Ruth Park）于2010年去世.该系列得以延续。